# 트릭 (2016년 영화)
"트릭"은 2016년에 개봉한 대한민국의 영화이다.

## 캐스팅
- 이정진 : 이석진 역
- 강예원 : 최영애 역
- 김태훈 : 김도준 역
- 이희진 : 희경 역
- 양희명 : 박대광 역
- 장태훈 : 김영준 역
- 송아림 : 최진이 역
- 송영규 : 한 사장 (광철) 역
- 한성식 : 해관 역
- 권홍석 : 김 국장 역
- 정찬우 : 정 국장 역
- 고태영 : 이남 역
- 박봉헌 : 만 석 역
- 오아린 : 강수인 역
- 정우리 : 강수인 엄마 역
- 박소율 : 최수인 역
- 크리스 조 : 의사 1 역
- 조호성 : 의사 2 역
- 김가애 : 간호사 1 역
- 이호정 : 간호사 2 역
- 최국 : 가정집 남편 역
- 오하지 : 가정집 아내 역
- 강윤제 : 남고 1(아들) 역
- 장인태 : 남고 2 역
- 장영웅 : 남고 3 역
- 고나연 : 여고 1 역
- 김채희 : 여고 2 역
- 박정환 : 공연 감독 역
- 김민성 : 사채남 1 역
- 김남언 : 사채남 2 역
- 이광열 : 성폭행남 1 역
- 홍장현 : 성폭행남 2 역
- 명시경 : 여자 앵커 역
- 조준모 : 남자 아나운서 역
- 이정 : 소년 역
- 장광현 : 마트 직원 역
- 이준호 : 어린 아니 (싸인) 역
- 주민구 : 식당주인 역
- 김효수 : 시위대 남 1 역
- 문종일 : 시위대 남 2 역
- 김성훈 : 시위대 남 3 역
- 민병성 : 시위대 남 4 역
- 신정윤 : 시위대 여 1 역
- 김수민 : 시위대 여 2 역
- 정우일 : 젊은 남자 역
- 손민지 : 젊은 여자 역
- 우지연 : 바텐더 역
- 주문수 : 거래처 사장 역
- 장건우 : 거리 핸드폰 보는 남 역
- 이상철 : 휠체어남녀 역
- 최유림 : 휠체어남녀 역
- 신정숙 : 채소가게주인 역
- 선동혁 : 김기환 역 (특별출연)
- 장윤정 : 원장 (지영) 역 (특별출연)

## 관객수
- 총 관객수 - 38,129명 (최종)